# Ferrovia Lagonegro-Castrovillari-Spezzano Albanese
La ferrovia Lagonegro-Spezzano Albanese era una linea a scartamento ridotto (950 mm) delle Ferrovie Calabro Lucane, che collegava il sud della Basilicata e il nord della Calabria attraversando l'area del Massiccio del Pollino. La linea collegava tra loro due stazioni delle Ferrovie dello Stato, Lagonegro a nord e Spezzano Albanese a sud.

## Storia

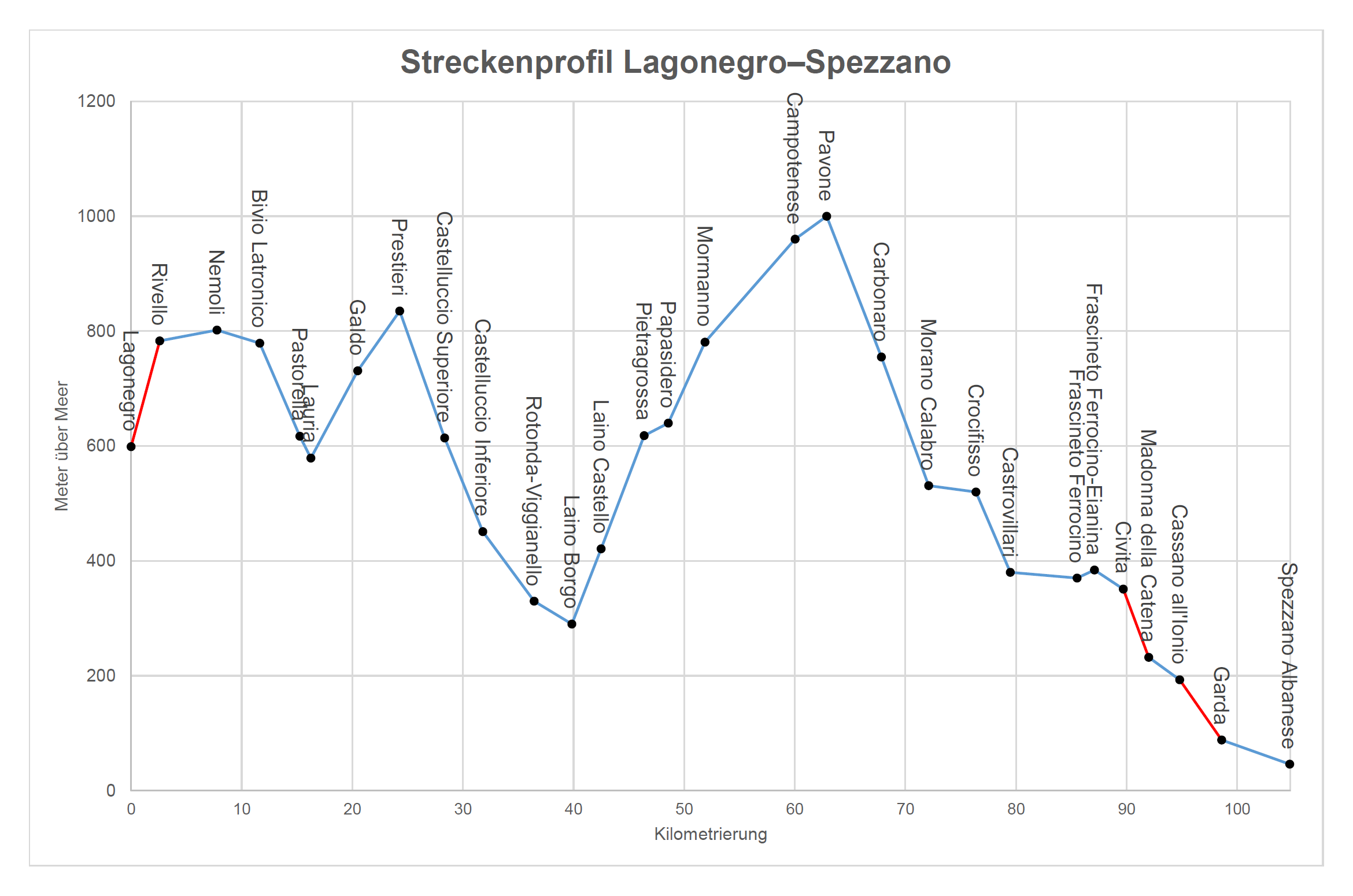
Altimetria sul livello del mare della linea

Nel 1882 la deputazione provinciale della città di Cosenza avanzò al governo del Regno la richiesta di costruzione di una ferrovia a scartamento normale che staccandosi dalla già esistente Ferrovia Cosenza-Sibari nella stazione di Spezzano Albanese raggiungesse, a Lagonegro, la costruenda Ferrovia Sicignano-Lagonegro attraverso il Vallo di Diano realizzando così il congiungimento con la linea per Eboli, Salerno e Napoli. La richiesta venne accolta solo più tardi con la legge Zanardelli del 1902 ma quando fu realizzata, a partire dal 1915, congiungendo Spezzano Albanese a Castrovillari, venne costruita a scartamento ridotto pregiudicando qualunque possibilità di prosecuzione senza cambiare convoglio e con tratte a cremagliera e un percorso tortuosissimo che ne limitavano fortemente la potenzialità.
L'intera ferrovia venne inaugurata a spezzoni, il primo dei quali nel 1915 e l'ultimo nel 1931.

### Le aperture ed il grande progetto MCL
| Inaugurazione     | Tratta                          | Lunghezza km | Posizione |
| ----------------- | ------------------------------- | ------------ | --------- |
| 15 settembre 1915 | Castrovillari-Spezzano Albanese | 25,254       | 4         |
| 28 ottobre 1929   | Lagonegro-Laino Borgo           | 39,857       | 1         |
| 23 giugno 1930    | Morano Calabro-Castrovillari    | 3,377        | 3         |
| 1º luglio 1931    | Laino Borgo-Morano Calabro      | 32,255       | 2         |

Questa linea era il maggior tracciato distaccato dal resto della rete delle Ferrovie Calabro Lucane (all'epoca MCL - Mediterranea Calabro Lucane) e venne costruita, come gli altri spezzoni, nell'ambito di un mastodontico progetto che avrebbe congiunto, tramite un intricato percorso appenninico, Bari con il sud della Calabria, portando il totale della rete FCL oltre i 1.000 km. Il percorso prevedeva vari allacci: Da Bari Centrale, la tratta Bari-Altamura-Avigliano-Potenza-Laurenzana si sarebbe congiunta con la breve Marsico Nuovo-Atena Lucana, che avrebbe proseguito, con la posa di una terza rotaia (per lo scartamento 950 mm), sul resto della Sicignano-Lagonegro (FS), per poi congiungersi con questa linea. Da Spezzano Albanese a Cosenza sarebbe proseguita sul tracciato della linea FS (sempre con la posa di una terza rotaia), per poi congiungersi alla linea Cosenza-Catanzaro. Da Catanzaro Lido a Soverato avrebbe nuovamente usato il tracciato FS per poi riallacciarsi alla linea trasversale dei due mari Soverato-Chiaravalle che con la sua prosecuzione, attraverso Simbario, doveva congiungersi alla ferrovia Vibo Valentia-Mileto. La linea, da Simbario attraverso Serra San Bruno, si sarebbe congiunta, a Cinquefrondi, con l'altra linea trasversale intermares che avrebbe allacciato la Marina di Gioiosa-Mammola alle Cinquefrondi-Gioia Tauro e Palmi-Sinopoli.

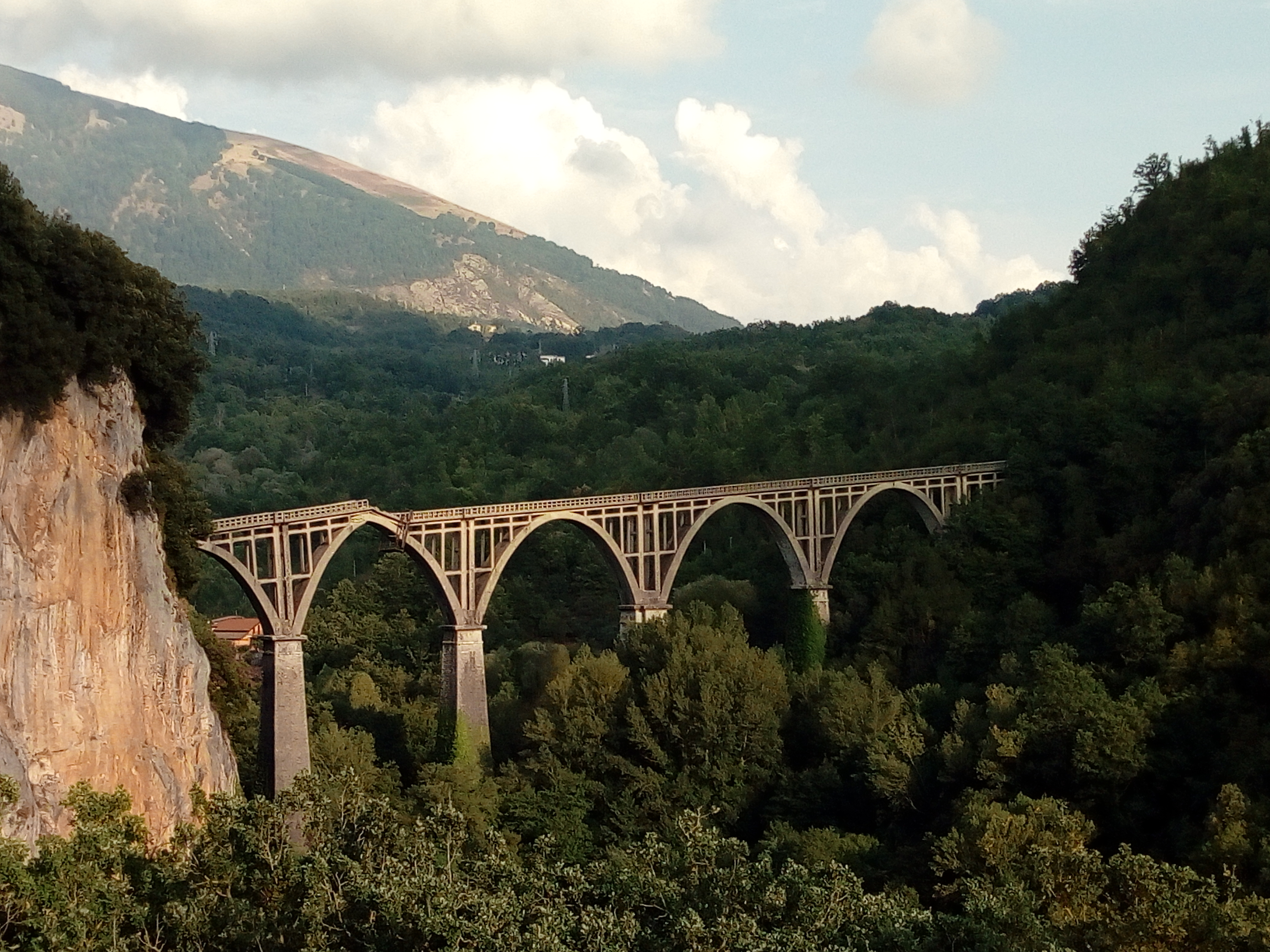
Viadotto Serra

### Vita e chiusura della ferrovia
Il colossale progetto di rete non venne mai completato, lasciando isolati l'uno dall'altro i vari tracciati, la maggior parte dei quali sopravvisse stentatamente fino alla chiusura a causa dello scarso traffico locale fornito dai piccoli centri attraversati. Nel suo arco di vita la linea attraversò varie vicissitudini, dovute a problemi strutturali, scarsità di traffico e tempi di percorrenza troppo lunghi e sempre meno concorrenziali con il trasporto su strada. Nell'agosto 1943 la stazione di Castrovillari fu bombardata tre volte, andando distrutta, così come un viadotto nei pressi della stazione di Lauria, interrompendo la linea, che fu riaperta al traffico il 15 marzo 1944. Una serie di movimenti franosi sollevò una pila del viadotto Serra, così che dal 1952 fu sospeso il transito dei treni tra Lagonegro e Rivello, che venne sostituito con autoservizi, penalizzando ancor più la linea che sopravvisse finché, nel 1970, il ponte Acquarella, che attraversava il torrente Eiano nei pressi di Cassano Jonio, ebbe dei cedimenti in volta che decretarono la chiusura del tronco Castrovillari-Spezzano Albanese, ultimo collegamento col resto della rete ferroviaria italiana. Ulteriormente limitata a nord nel 1973 con la chiusura della tratta fino a Bivio Latronico, la linea, ridotta ad un moncone, nonostante servisse ancora svariati ed anche popolosi centri, fu chiusa all'esercizio  il 18 giugno 1978 e ufficialmente soppressa il 20 gennaio 1979. Pochi anni dopo, nel 1984, vennero tolti anche i binari dalla sede.
La ferrovia successivamente passò in gestione, con un esiguo numero di autocorse sostitutive, alle Ferrovie della Calabria.

### Progetti non realizzati e ipotesi future
La ferrovia, o parte di essa, è stata interessata da vari progetti. Il più importante, previsto dalla Legge Baccarini del 1879, era quello che prevedeva la costruzione della linea il cui tracciato da Sicignano attraverso Lagonegro e fino a Castrocucco si sarebbe ricongiunto (nei pressi di Maratea) alla Ferrovia Tirrenica Meridionale, snellendo il traffico ferroviario tra Battipaglia e Maratea. Ciò avrebbe portato grande beneficio in termini di traffico all'area del Pollino ed anche all'area silana, dato che una prima richiesta progettuale del 1882 proponeva la costruzione della linea, a scartamento normale (1.435 mm). Questa, con la prosecuzione da Cosenza per Nocera Terinese, sulla Ferrovia Tirrenica Meridionale, prevista dalla stessa Legge Baccarini, sarebbe diventata un'importante alternativa per il traffico ferroviario verso Reggio Calabria e la Sicilia.
Nonostante le aspirazioni insopite e alcuni progetti di ripristino parziale, non vi è stata alcuna iniziativa concreta. Permane chiusa anche la principale afferente, la Sicignano-Lagonegro. Qualche ipotesi è stata fatta sulla riapertura come servizio suburbano della sola tratta Spezzano Albanese-Castrovillari, che comprende grossi centri abitati come Castrovillari e Cassano Jonio, la cui stazione FS, posta a 9 km di distanza sulla Cosenza-Sibari, è stata privata del servizio viaggiatori nel 2005.

## Caratteristiche
| Continuation backward |

| Non-passenger end station | Unknown route-map component "exKBHF+Za" |  |

| Unknown route-map component "exhKRZWae" + Unknown route-map component "exlZ" |

| Unknown route-map component "exHST" + Unknown route-map component "exlZe" |

| Unknown route-map component "exHST" |

| Unknown route-map component "exBHF" |

| Unknown route-map component "exHST" |

| Unknown route-map component "exBHF" |

| Unknown route-map component "exHST" |

| Unknown route-map component "exHST" |

| Unknown route-map component "exHST" + Unknown route-map component "lhSTRa@f" |

| Unknown route-map component "ex3STR+1" | Unknown route-map component "ex3KRZo-" | Unknown route-map component "ex3STR+4" |

| Unknown route-map component "exKRWl" | Unknown route-map component "exSTRl" + Unknown route-map component "exKRW+r" | Unknown route-map component "exSTRr" |

| Unknown route-map component "exHST" |

| Unknown route-map component "exHST" |

| Unknown route-map component "xSTR+GRZq" |

| Unknown route-map component "exHST" |

| Unknown route-map component "exHST" |

| Unknown route-map component "exHST" |

| Unknown route-map component "exHST" |

| Unknown route-map component "exhKRZWae" |

| Unknown route-map component "exBHF" |

| Unknown route-map component "exHST" |

| Unknown route-map component "exHST" |

| Unknown route-map component "exHST" |

| Unknown route-map component "exHST" |

| Unknown route-map component "exHST" |

| Unknown route-map component "exBHF" |

| Unknown route-map component "exHST" |

| Unknown route-map component "exHST" |

| Unknown route-map component "exHST" |

| Unknown route-map component "exHST" + Unknown route-map component "exlZa" |

| Unknown route-map component "exSTR+Ze" |

| Unknown route-map component "exHST" |

| Unknown route-map component "exBHF+Za" |

| Unknown route-map component "exhKRZWae" + Unknown route-map component "exlZ" |

| Unknown route-map component "exSTR+Ze" |

| Unknown route-map component "exHST" |

| Unknown route-map component "exHST" |

|  | Unknown route-map component "xABZg+l" | Unknown route-map component "CONTfq" |

| Unknown route-map component "eHST" |

| Unknown route-map component "exKDSTa" | Non-passenger station/depot on track |  |

| Unknown route-map component "exCONTr+g" | Straight track |  |

| Continuation forward |

Le zone attraversate hanno caratteristiche orografiche difficili e instabili: la linea pertanto ebbe caratteristiche di ferrovia di montagna con numerose curve con raggio di 100 m, pendenza fino al 60 per mille ad aderenza naturale e tre tratte a cremagliera con pendenza dal 75 al 100 per mille.
Nella tratta Spezzano-Castrovillari (seconda per anzianità fra le MCL / FCL dopo la Bari-Matera), si usò la cremagliera per superare i dislivelli; nella restante tratta Lagonegro-Castrovillari oltre alla cremagliera di tipo Strub, si usarono lunghe livellette e gallerie elicoidali.
Tra le opere d'arte più importanti è da notare il viadotto sul Vallone Serra (noto anche come ponte dello Studente), nei pressi di Lagonegro, lungo 200 metri, capolavoro di ingegneria interessante in quanto la ferrovia era in ascesa dell'85 per mille e a cremagliera. Un'altra opera degna di nota, frutto dell'ingegno architettonico dell'epoca, è presente nel tratto compreso tra i comuni di Castelluccio Inferiore e Castelluccio Superiore: infatti, per collegare le due stazioni non distanti in linea d'aria, ma separate da un forte dislivello pari a 200 metri d'altezza, venne realizzata una galleria elicoidale, manufatto alquanto raro nelle strade ferrate d'Italia.
Lungo il tracciato aveva 28 tra stazioni e fermate, a una distanza media di 5,2 km. Le due stazioni capolinea erano contigue alle omonime stazioni FS rendendo semplice il trasbordo; erano costituite da fabbricati viaggiatori e parchi binari propri ed indipendenti da quelli FS.
Da Spezzano Albanese aveva origine anche una piccola linea ferroviaria, ad uso forestale, in direzione della frazione Zoccalia di Saracena, mentre non venne mai realizzato il collegamento con la Salina di Lungro.

### Percorso
Il tracciato fu costruito in gran parte nell'area, costituita in seguito a Parco nazionale del Pollino, principalmente nella parte settentrionale della provincia di Cosenza, e partiva dalla zona sud-occidentale della provincia di Potenza. Oltre ai capilinea, altri importanti centri attraversati erano Lauria, Mormanno, Cassano all'Ionio e Castrovillari.
I comuni serviti erano nell'ordine: Lagonegro (PZ), Rivello (PZ), Nemoli (PZ), Lauria (PZ), Castelluccio Superiore (PZ), Castelluccio Inferiore (PZ), Rotonda (PZ), Viggianello (PZ), Laino Borgo (CS), Laino Castello (CS), Mormanno (CS), Morano Calabro (CS), Castrovillari (CS), Frascineto (CS), Civita (CS), Cassano all'Ionio (CS) e Spezzano Albanese (CS).

## Materiale rotabile
I primi mezzi, in attesa di mezzi propri delle MCL, erano locomotive a vapore del Gruppo 370 delle Ferrovie dello Stato, atte al servizio sulla cremagliera; successivamente le MCL introdussero locomotive a vapore proprie classificate nei Gruppi 200, 260, 350 e 500. L'ultima locomotiva superstite del Gruppo 500, la 503 fabbricata dalla Cemsa nel 1932 è a tutt'oggi esposta nel piazzale della ex stazione di Castrovillari.
Vi prestarono servizio successivamente per velocizzare e rendere più economico il servizio viaggiatori delle piccole automotrici monocabina, dei gruppi M1c80 e M1c 90r, conosciute come Emmine.